# Oleh Makszimovics Szerbin
Oleh Makszimovics Szerbin (ukránul: Оле́г Макси́мович Се́рбін, Zaporizzsja, 2001. augusztus 11. –) ukrán műugró, ifjúsági olimpikon.

## Sportkarriere
Nemzetközi versenyen 2017 októberében, a Kuala Lumpur-i műugró-Grand Prix-n szerepelt először, ahol a férfi szinkron toronyugrók mezőnyében a negyedik helyen végzett. 2018-ban, a kijevi junior műugró-világbajnokságon – a 16-18 évesek korosztályában – bronzérmes lett a szinkrontorony fináléjában, míg az egyéni toronyugrás versenyszámában sikerült egy a nyolcadik helyet megszereznie, mellyel kvalifikálta magát az őszi, Buenos Airesben rendezett nyári ifjúsági olimpiai játékokra. A világbajnokságot megelőzően, a finn fővárosban, Helsinkiben rendezett junior műugró-Európa-bajnokságon szinkron toronyugrásban ezüstérmet szerzett, csakúgy mint egy évvel később Kazanyban.
A 2018-as úszó-Európa-bajnokság férfi 10 méteres toronyugrásának versenyszámát a tizenötödik helyen fejezte be, a vegyes 10 méteres szinkronugrás fináléját – melyben öt pár indult – az utolsó helyen zárta. Két hónappal később, az ifjúsági olimpia – fiú mezőnyének – egyéni toronyugrását a 6. helyen zárta, akárcsak (az olasz Chiara Pellacanival) a vegyes csapatversenyt.
Még mindig 17 éves, amikor Olekszij Szeredával párban, a 2019-es kvangdzsui vizes világbajnokság 10 méteres szinkronugrásának férfi mezőnyében a negyedik lett. Ugyanitt, 10 méteren csak a huszonhatodik. Alig egy hónappal később, a hazai rendezésű műugró-Európa-bajnokságon (Szeredával) a második helyen végzett a szinkrontorony fináléjában, az egyéni toronyugrás döntőjében pedig a 6. helyen zárt.